# Институт по изкуство на американските индианци
Институтът по изкуство на американските индианци (на английски: Institute of American Indian Arts), съкратено ИИАИ (IAIA), е обществен колеж в Санта Фе, столицата на щата Ню Мексико, САЩ.
В структурата му влиза Музеят на съвременното индианско изкуство, в който се съхрнява колекция с над 7000 предмета.

## История
Институтът е основан от Лойд Кива Ню (1916 – 2002) и д-р Джордж Бойс през 1962 г. Основните причини за основаването му са нарастващото недоволство от академичната програма в индианското училище в Санта Фе и растящият интерес към висшето образование.
ИИАИ започва дейността си през октомври 1962 г. Първите 17 години функционира като средно училище, а през 1975 г. започва да предлага художествени курсове. През 1986 г. Институтът е регистриран като нестопанска организация, а учебните му програми са акредитирани през 2001 г.
През 1991 г. колежът основава Музея на съвременното индианско изкуство, разположен в центъра на Санта Фе, с акцент върху междуплеменното изкуство.

## Сътрудничество
Институтът обслужва географски изолирани общности от индианци, които имат малко други средства за достъп до образование извън нивото на гимназията. ИАИИ е член на Индианския консорциум за висше образование.

## Личности

### Преподаватели
- Луис У. Балард, композитор
- Грегори Кайете, етнобиолог и писател
- Карита Кофи, керамистка
- Джон Дейвис, поет
- Лоис Елън Франк, културен антрополог, историк на храненето
- Алан Хоузер, скулптор
- Чарлз Лолома, бижутер
- Отели Лолома, грънчар, скулптор, художник
- Лари Макнейл, фотограф
- Н. Скот Момадай, писател
- Жозефин Майерс-Уап, художник
- Уенди Понка, моден дизайнер
- Фриц Шолдър, художник
- Артур Се, поет
- Джеймс Томас Стивънс, поет и писател
- Джералд Визенор, писател
- Уил Уилсън, фотограф

### Възпитаници
- Маркъс Амерман, художник на мъниста
- Шервин Бицуи, поет
- Еди Чукулат, автор и журналист
- Кели Чърч, производител на кошнички
- Карита Кофи, керамист
- Анита Филдс, керамик
- Джина Грейр, художничка
- Бенджамин Харьо-младши, художник
- Алисън Хедж Кокс, писателка
- Кевин Лок, танцьор
- Джералд Макмастър, писател, художник, университетски преподавател
- Америка Мередит, художник и печатар
- Дан Наминга, художник и скулптор
- Джоди Наранхо, грънчар
- Джейми Окума, художник и дизайнер
- Томи Ориндж, писател
- Лейли Дълг, военен, поет, писател, художник
- Джеймс Томас Стивънс, поет
- Мари Уат, издател, концептуален художник
- Терезе Мари Мейтхот, писател
- Джолен Язи, графичен дизайнер
- Дебра Йепа-Папан, дигитален мултимедиен художник